# Blacklist
Blacklist (černá listina) nebo též blocklist je v informatice označení pro seznamy obsahující něco zakázaného. K opačnému účelu, tedy k vytvoření seznamu entit, kterým má být něco (automaticky) povoleno, je používán whitelist.
Jedním z nejběžnějších použití černé listiny jsou seznamy serverů (přesněji řečeno jejich IP adres), ze kterých není vhodné přijímat e-maily kvůli tomu, že rozesílají spamy. Blacklist se používá také v programech pro instant messaging k vytvoření seznamu uživatelů od kterých nemá být přijímána komunikace. Pro stejný účel mohou sloužit také na sociálních sítích. Podobně lze v e-mailovém klientovi či u poskytovatele e-mailu vytvořit seznam e-mailových adres ze kterých nemají být přijímány zprávy.

## Seznamy spamujících počítačů
Blacklisty spamujících počítačů fungují na mnoha principech, dnes jsou nejčastější seznamy pracující v reálném čase (tzv. RBL, anglicky realtime blackhole list), které ke své funkci typicky používají systém DNS, takže se často označují zkratkou DNSBL. Tyto blacklisty provozují organizace, které sbírají a registrují hlášení o spamujících počítačích a poskytují informace o tom, zda nějaká IP adresa se v seznamu nachází či nikoli.

## Blacklist a whitelist společně
Tyto dva seznamy se někdy používají zároveň. Typické je toto použití v situaci, kdy o něčem rozhoduje program na základě svého algoritmu. Příkladem takového programu může být antispamový filtr. Ten se podle obsahu e-mailu rozhoduje, jestli jej považuje za spam nebo ne. Chce-li uživatel filtru sdělit, že z nějaké e-mailové adresy mu chodí jen spam a žádné užitečné e-maily, umístí tuto adresu do blacklistu. Filtr potom bude e-maily z dané adresy automaticky považovat za spam. Chce-li uživatel naopak obeznámit filtr se skutečností, že z nějaké adresy mu žádný spam nechodí nebo nechce přijít o žádný důležitý e-mail, umístí tuto adresu na whitelist. Filtr bude potom veškeré zprávy z této adresy považovat za užitečné a nebude je hodnotit jako spam.

### Yellow list
Yellow list (žlutý seznam) obsahuje například seznam IP adres emailových serverů, který posílá většinou dobré, ale občas pošle nějaký spam. Příkladem mohou být Yahoo, Hotmail a Gmail. V yellow listu jsou uvedeny servery, které by se nikdy neměly ocitnout na blacklistu (například z důvodu chyby či překlepu). Yellow list se kontroluje jako první a je-li v něm server uveden, jsou pak testy na blacklist ignorovány.

## Příklady
- Společnosti jako Google, Norton a Sucuri udržují interní blacklisty známých míst s malwarem a zobrazují varování před možným kliknutím na ně.

- Content-control software (software určení ke kontrole obsahu), jako je DansGuardian a SquidGuard může pracovat s blacklistem blokovaných URL stránek, které jsou považovány za nevhodné pro pracovní či vzdělávací proces.

- E-mailový spam filtr může mít blacklist adres a uvedeným adresám může zabránit doručení. Populární technika pro realizaci DNS blacklistů je DNS blacklisting (DNSBL).

- Firewall nebo IDS mohou používat blacklisty k blokaci známých nepřátelských IP adres nebo sítí. Příkladem takového projektu může být OpenBL projekt.

- Mnohé systémy ochrany proti kopírování, včetně softwarového blacklistingu.

- Členové on-line aukční síně si mohou přidávat další členy na své osobní blacklisty. To znamená, že se nemohou ucházet ani se dotazovat na aukci ani nemohou použít funkci „kup teď“.

- Mnoho prohlížečů mají možnost konzultovat s anti-phishingovými blacklisty, aby varovaly uživatele, kteří nevědomě navštíví podvodné webové stránky.

- Mnoho P2P programy podporují blacklisty. Například Skype podporuje seznam blokovaných uživatelů.